# نشان شایستگی (لبنان)
نشان شایستگی  یک مدال شایستگی لبنانی و بالاترین نشان افتخار در لبنان است. در ۱۶ ژانویه ۱۹۲۲ توسط مقامات رسمی تأسیس شد، از زمان آغاز به کار به غیرنظامیانی که اعمال جوانمردانه و وفاداری به ملت انجام می‌دهند، پاداش داده است. این نشان می‌تواند پس از مرگ به آنهایی که سزاوار آن هستند، اعطا گردد.

## تاریخچه
با اعلام دولت لبنان بزرگ در ۱۹۲۰، مقامات قیمومت در تلاش ایجاد یک مدال ویژه بودند که توسط دولت لبنان به نام «نشان شایستگی لبنان» اعطا می‌شد. یک رقابت برای انتخاب بهترین طرح برگزار شد که توسط هنرمند جورج قُرم برنده شد. طرح برندهٔ او یک مرد لبنانی را در لباس سنتی نشان می‌داد که از حمله یک شیر به یک قریهٔ لبنانی جلوگیری می‌کرد. فرمانروای لبنان بزرگ در ۱۶ ژانویه ۱۹۲۲ قطعنامهٔ ۱۰۸ را صادر کرد و در مادهٔ اول آن تصریح کرد: «مدال افتخاری به نام مدال شایستگی لبنان برای پاداش دادن به کسانی که کارهای جوانمردی و وفاداری انجام می‌دهند، ایجاد شده است و می‌توان آن را پس از مرگ به کسانی اعطا کرد که شایستهٔ آن هستند».
نشان شایستگی لبنان با تصمیم شماره ۱۰۸۰ در ۱۶ ژانویه ۱۹۲۲ ایجاد شد و تحت فرمان مربوط به آیین‌نامهٔ تزئینات (قانون شماره ۱۲۲، ۱۲ ژوئن ۱۹۵۹) است.

## رتبه‌ها
رتبه‌بندی این نشان شامل دو درجه و چهار دسته منظم به شرح زیر است:
1. رتبهٔ استثنایی: رئیس‌جمهور لبنان دارندهٔ مدال محسوب می‌شود.
2. رتبهٔ کمان بزرگ
3. رتبه درجهٔ یک: طلایی
4. رتبۀ دوم: نقره‌ای با برگ
5. رتبهٔ سوم:نقره
6. رتبهٔ چهارم: برنز

| نوار روبان‌ها  | نوار روبان‌ها   | نوار روبان‌ها | نوار روبان‌ها | نوار روبان‌ها | نوار روبان‌ها |
| ------------- | -------------- | ------------ | ------------ | ------------ | ------------ |
|               |                |              |              |              |              |
| رتبهٔ استثنایی | رتبهٔ کمان بزرگ | رتبه درجهٔ یک | رتبۀ دوم     | رتبهٔ سوم     | رتبهٔ چهارم   |

## دریافت‌کنندگان مدال
رده:دریافت‌کنندگان نشان شایستگی (لبنان)

## یادداشت
1. ↑  همچنین مشهور به نشان لیاقت